# Quibus quantisque malis

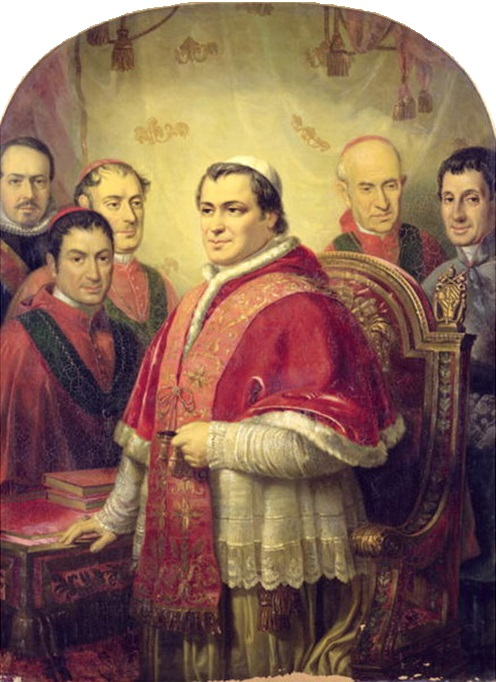
José Galofré y Coma, Ritratto di Pio IX con i suoi principali ministri (1847)

Quibus quantisque malis è un'allocuzione di papa Pio IX pronunciata a Gaeta al concistoro dei cardinali del 20 aprile 1849, avente ad oggetto il recente clima politico.

## Contesto
Pio IX fu eletto papa nel giugno 1846, in un periodo di agitazione politica che portò alla breve Repubblica Romana del 1849.  Sebbene il discorso non la menzioni esplicitamente, Hermann Gruber, redattore della Catholic Encyclopedia, lo cita tra i pronunciamenti papali contro la Massoneria e, da fonti massoniche, si ritiene che il discorso equipari la società segreta al socialismo e al comunismo.
Sia nell'imminenza che a seguito dei moti del 1848, infatti, vari "gruppi di resistenza politica" e "società segrete", come ad esempio la Carboneria, operavano in clandestinità per organizzare insurrezioni e  promuovere la rivoluzione. Il 15 settembre 1848, il Papa aveva tentato di cercare un compromesso con le forze rivoluzionarie interne allo Stato Pontificio nominando Presidente del Consiglio  Pellegrino Rossi, già ministro dell'interno e convinto fautoredi un'unione doganale tra gli Stati italiani. Tuttavia, la mattina del 15 novembre 1848, giorno di riapertura del Parlamento, Rossi fu accoltellato sulle scale del Palazzo della Cancelleria..
A seguito dell'assassinio del Rossi i rivoluzionari, guidati da Ciceruacchio, pretesero di dettare condizioni per la formazione del nuovo governo. Pio IX, non volendo scendere a patti con essi, ma avendo capito che un'azione repressiva avrebbe potuto innescare una guerra civile, decise di lasciare Roma. Il 24 novembre 1848 il pontefice partì nottetempo, vestito da semplice sacerdote, con destinazione Gaeta, nel territorio del Regno delle Due Sicilie. Il 9 febbraio 1849 fu proclamata la Repubblica Romana, guidata da un triumvirato con la partecipazione del presunto massone Giuseppe Mazzini.

## Passi principali del discorso
Dal suo rifugio a Gaeta, il Papa pronunciò l'allocuzione Quibus quantusque di fronte al concistoro dei cardinali. 
In apertura fece un'analisi retrospettiva dei suoi primi tre anni di pontificato, discutendo alcuni degli eventi più importanti, le sue intenzioni e le manovre di alcuni elementi rivoluzionari che vi avevano operato. Ricordò che uno dei suoi primi atti era stato quello di dichiarare un'amnistia per tutti i prigionieri politici detenuti nelle carceri papali, ma i rivoluzionari di Roma avevano sfruttato le sue concessioni spingendo continuamente la popolazione a esercitare pressioni per ottenerne altre: 

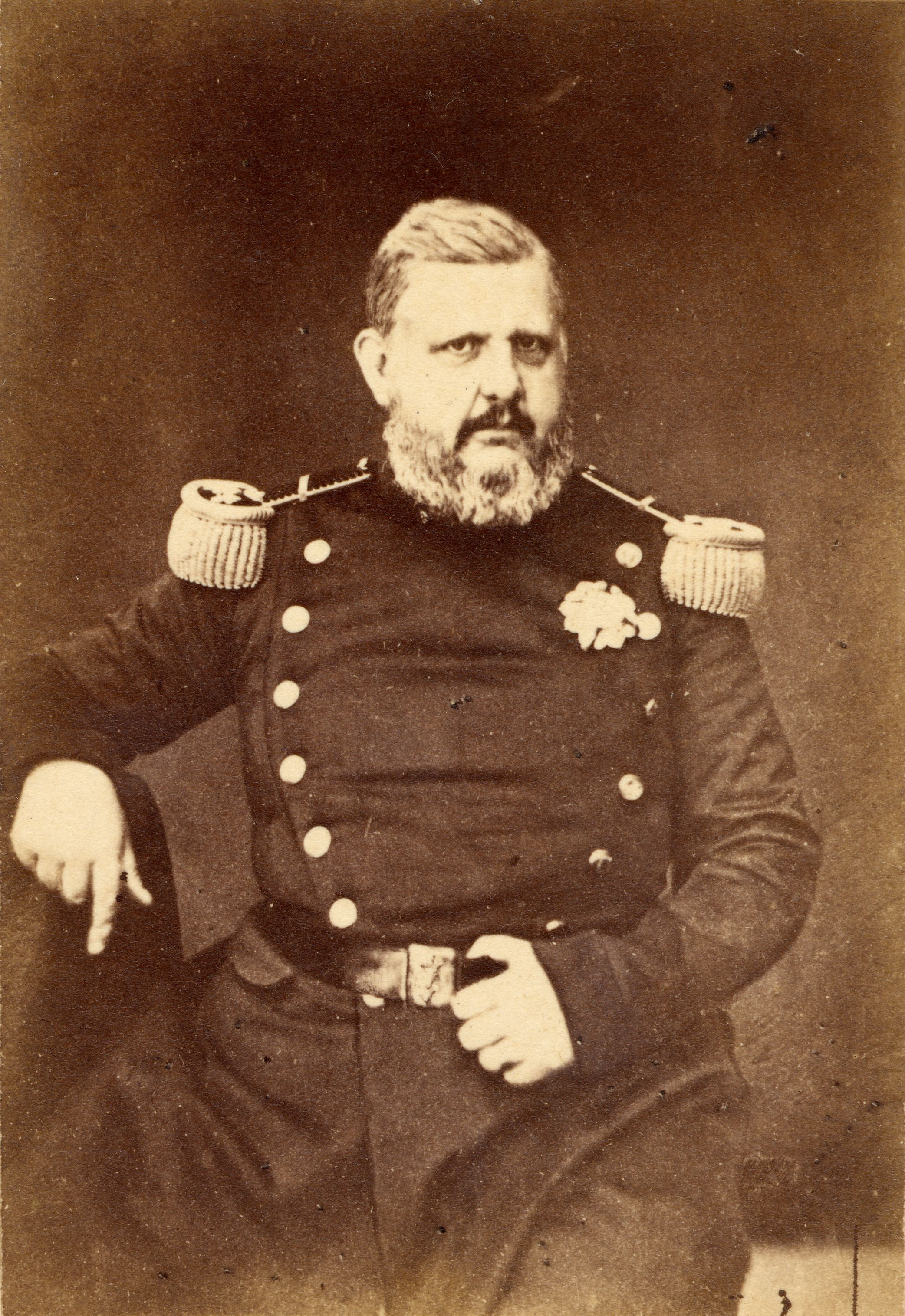
Ferdinando II delle Due Sicilie ospitò a Gaeta Papa Pio IX nel Palazzo reale di Carlo III, già Gattola-Di Transo

Proseguì concentrandosi sui seguenti punti:
- Deplorò i conflitti armati in Italia e nel resto d'Europa e si oppose alle forze rivoluzionarie. Attribuì elementi essenziali di questa rivoluzione alle macchinazioni delle società segrete, la cui distruzione non era ancora stata compiuta. I leader rivoluzionari non potevano sperare nel sostegno della Chiesa, poiché avevano trasgredito i comandamenti della fedeltà e le loro azioni dovevano essere etichettate come senza Dio;[8]
- Si rammaricò che le sue "schiere" avessero perso la battaglia in sua difesa e ringraziò il Re delle Due Sicilie che lo stava ospitando, per la sua fede e devozione. Ritenne però indegno che il capo della Chiesa cattolica romana non governasse dal trono di Pietro;[8]
- Descrisse il pericolo che il diritto e la ragione andassero perduti e potessero essere assorbiti dal disastroso sistema del socialismo o addirittura del comunismo;[8]
- Affermò che la proclamazione della Repubblica Romana non fosse in sintonia con le leggi della Chiesa e che fosse quindi suo dovere recuperare tutte le prerogative temporali della medesima. Per porre fine a questa rivoluzione, chiese aiuto all'Austria, alla Francia, alla Spagna e al Regno delle Due Sicilie per ristabilire la giustizia, perché il suo dovere gli imponeva di ripristinare la libertà della Chiesa. Il Papa invitò tutti i vescovi e i sacerdoti, così come tutti i credenti, a resistere agli attacchi del nemico e a restituire tutte le proprietà alla giustizia.[8]

Una traduzione inglese del discorso è stata pubblicata online.

## Eventi successivi
Il 3 luglio 1849, la Repubblica Romana fu schiacciata militarmente dall'intervento dalle truppe francesi e spagnole. Pio IX, dopo un esilio di diciassette mesi, fece ritorno nell'Urbe il 12 aprile 1850. Acclamato dalla folla, si diresse in Vaticano, scelto come sua nuova residenza al posto del Quirinale. Fece seguire una profonda opera di restaurazione, annullando parecchi atti della Repubblica Romana: abolì la Costituzione, ripristinò la pena di morte che era stata soppressa, fece abbattere la statua eretta in memoria di Giordano Bruno, ripristinò l'isolamento degli ebrei nel Ghetto con relativi balzelli e divieti.